# Hannah Murray
Hannah Murray (sinh ngày 1 tháng 7 năm 1989) là một nữ diễn viên người Anh.